# Disco music italiana

Raffaella Carrà

È stata dedicata una certa attenzione, da parte di saggisti e specialisti, al fenomeno della disco music italiana, che prese piede negli anni settanta in seguito all'esplosione del fenomeno disco negli Stati Uniti. Catalizzatori di tale successo furono in modo particolare il film La febbre del sabato sera (1978) e la relativa colonna sonora firmata dai Bee Gees. La cultura dei nightclub, che aveva proliferato Oltreoceano, non solo ispirò una moltitudine di artisti italiani, specialmente pop e rock, ma divenne un vero e proprio fenomeno di costume che portò alla diffusione di discoteche e balere in tutta la Penisola.

## Artisti

Renato Zero e Loredana Bertè

La maggior parte degli artisti che si sono votati alla disco music in Italia lo hanno fatto nella maggior parte dei casi soltanto temporaneamente, pubblicando soltanto pochi album o brani che conciliano il loro stile alle neonate tendenze afroamericane.
Sulla scia del successo che riscuotevano in tutto il mondo "dive" della disco come Gloria Gaynor e Donna Summer, diverse cantanti abbracciarono il genere trattando argomenti delicati inerenti alla sessualità e la sensualità femminili, motivo per cui le loro canzoni erano spesso censurate dalla Rai anche se trasmesse dalle emittenti radiofoniche e televisive. La prima di queste, che è considerata la principale ispiratrice della disco music femminile italiana è Marcella Bella, la quale fece parlare di sé grazie a Nessuno mai (1974), di forte impronte femminista, Resta cu' mme (1976), una cover di Domenico Modugno, Non m'importa più (1977), così come l'album Femmina (1977). Assieme a lei, una delle prime donne a cimentarsi nella disco genere è Raffaella Carrà, che pubblicò Rumore (1974), successo da dieci milioni di copie, e A far l'amore comincia tu (1976), tradotto in varie lingue ed entrato alla seconda posizione della classifica britannica. La traccia riuscì a vendere venti milioni di dischi nel mondo. Nel 1978, la soubrette lanciò un altro successo internazionale: Tanti auguri. Tra le altre donne che seguirono l'esempio di Marcella Bella vi sono Gigliola Cinquetti, Nada Malanima, Loredana Bertè, Giuni Russo, Donatella Rettore, Ornella Vanoni, Mina e Viola Valentino.
Diversi cantautori pop, folk e rock attivi degli anni settanta fecero un uso più consistente dell'elettronica e si ispirarono alla disco. Il primo di essi a compiere tale operazione, Lucio Battisti, pubblicò La batteria, il contrabbasso, eccetera (1976) e Images (1977). Alberto Radius, artista di scarso successo commerciale che però ispirò le produzioni di vari esponenti della futura Italo disco, fu autore, tra gli altri, del singolo Nel ghetto (1977) e l'album America Good-Bye (1979), dove coesistono rock progressivo e sonorità ballabili. Abbandonate le sonorità prog a favore del pop leggero, Alan Sorrenti pubblicò Figli delle stelle, L.A. & N.Y. e Di notte. Nel 1978 Umberto Tozzi pubblicò Tu, uno dei suoi maggiori successi. L'anno successivo uscì Gloria, la sua canzone più famosa, la quale, dal 1979 al 1984, vendette 29 milioni di copie in tutto il mondo e occupò il primo posto nelle classifiche di tutta Europa. Nel 1983 il brano, nella versione inglese cantata da Laura Branigan, raggiungerà il primo posto nella classifica dei singoli americani diventando un classico del genere. A rappresentare il lato più "trasgressivo" della disco music italiana vi è il romano Renato Zero che, dopo aver messo in atto una commistione di pop, rock e sonorità nere nella prima metà degli anni settanta, virò nella musica da ballo nel 1977 con Zerofobia (1977) e Zerolandia (1978), contenenti alcuni dei suoi più grandi successi (ad esempio Mi vendo e Triangolo). Un simile percorso artistico è rappresentato dal paroliere Cristiano Malgioglio, che, nel 1981, pubblicò Artigli. Oltre ad essi meritano una menzione, tra gli altri, Rino Gaetano (il singolo Nuntereggae più del 1978), Franco Battiato (i singoli Up Patriots to Arms, 1980; Cuccurucucù, 1981; Centro di gravità permanente, 1981) e Ivan Cattaneo (gli album SuperIvan, 1979; Urlo, 1980; Duemila60 Italian Graffiati, 1981).
Si distingue in termini di influenza artistica il compositore e produttore altoatesino Giorgio Moroder. Autore, tra le altre tracce, delle celebri Love to Love You Baby (1975) e I Feel Love (1977) di Donna Summer oltre che di varie colonne sonore valsegli tre Oscar, Moroder sfruttò ampiamente il sintetizzatore, diventando per molti uno dei principali artisti del filone Eurodisco.

## Discoteche e sale da ballo
Le discoteche, balere e ca' del liscio, già diffuse in tutta Italia prima del boom della disco music, specialmente sulla riviera romagnola. si adattarono alle nuove tendenze negli anni settanta. Nel 1979, in Emilia-Romagna, erano presenti 50 locali da ballo di fronte a una media di 40 in Veneto, Lombardia e Piemonte.
Nel 1975, quando venne aperta, a Gabicce, al confine tra le province di Rimini e Pesaro-Urbino la Baia degli Angeli (rinominata dieci anni dopo Baia Imperiale), considerato uno dei locali più all'avanguardia nell'ambito della musica da club. Il suo fondatore, l'architetto Giancarlo Tirotti, era venuto a conoscenza della cultura da ballo underground durante i suoi viaggi a New York e decise di esportarla in Italia assumendo i disc jockey americani Tom Sison e Bob Day nel suo nuovo locale. Vennero rimpiazzati da Daniele Baldelli.
Poco più tardi fecero la loro comparsa a Roma diversi locali disco omosessuali. Il primo e più famoso di questi, l'Easy Going, venne fondato nel 1978 ed era frequentato da DJ residenti quali Paul Micioni, Marco Trani, Corrado Rizza, Claudio Coccoluto e Fabio Cucchetti. A differenza di questi, che erano nell'impostazione più propriamente dei nightclub, il Mais (acronimo di music and idea system), era una vera e propria discoteca. Inaugurato da Mario Lenzi nella capitale, il Mais era frequentato da celebrità del mondo della musica e dello spettacolo e fece la sua comparsa nel film con Amanda Lear Follie di notte. Nel resto della penisola si segnalano diversi locali da ballo a Milano (ad esempio lo Studio 54, nato sulla falsariga di quello di New York, il 2001 Odyssey e il Cha Cha), Parma (Taro Taro), Rimini (Embassy Club) e Torino (Taboga).

## Programmi televisivi

Patty Pravo interpreta il brano Vola durante la trasmissione Stryx

Nonostante le numerose censure messe in atto sulle canzoni disco dalla Rai, disco music e la musica da ballo ispirarono l'estetica e le coreografie dei varietà dell'emittente nazionale. Si diffusero anche programmi, tra cui Tilt, 10 Hertz e Piccolo Slam che nacquero sulla scia del successo del fenomeno musicale. Fece particolarmente scalpore Stryx che, nonostante le accuse di sessismo e volgarità (ne vennero infatti trasmesse soltanto sei puntate), passò alla storia per l'inedito tentativo di conciliare l'estetica della disco music al genere fantastico e l'esoterismo. Diverse furono le artiste, italiane e internazionali, che presero parte alla trasmissione: tra queste Mia Martini, Patty Pravo, Amanda Lear, Grace Jones e Asha Puthli.

## Italo disco
L'Italo disco nacque sul finire degli anni settanta, quando si assistette alla decadenza della disco music. Debitrice dei Kraftwerk e Giorgio Moroder, l'Italo disco è una variante della disco music dalle tinte elettroniche, rappresentata da artisti, principalmente italiani, come i Kano, gli Easy Going, i Righeira, i Gaznevada e Den Harrow. Lo stile ispirò la techno, la house e il pop di pop come Madonna, Pet Shop Boys e Stock, Aitken & Waterman.

## Accoglienza

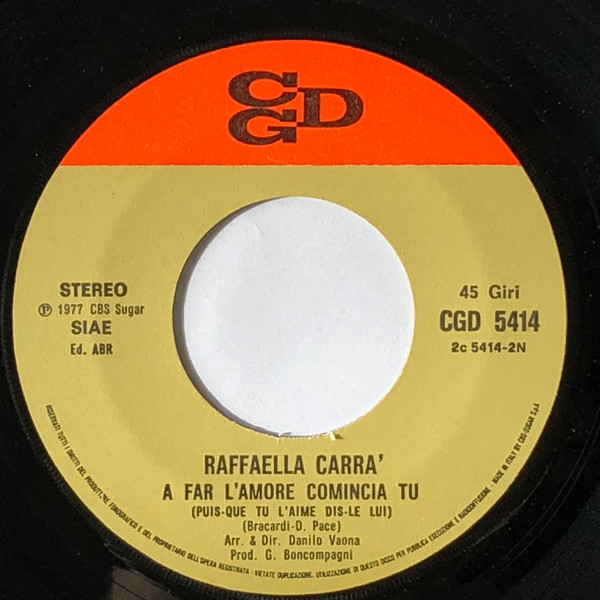
Il 45 giri di A far l'amore comincia tu di Raffaella Carrà

La disco music prodotta e interpretata da italiani ebbe grande successo in termini di vendite, non senza qualche episodio destinato a rivelarsi fortunato anche oltre i confini, come i successi internazionali di cantanti come Raffaella Carrà e Umberto Tozzi.
Nonostante ciò, se all'estero, specialmente negli USA e nel Regno Unito, la disco music e le discoteche erano viste di buon occhio, in Italia la maggior parte degli intellettuali, i giornalisti e movimenti politici si sbilanciavano verso giudizi molto negativi, che tacciavano il genere di essere qualitativamente "insulso". Lo stile era invece apprezzato da Gian Maria Volonté, Alberto Arbasino e Alberto Moravia. Quest'ultimo, uno dei pochi intellettuali sbilanciatosi a favore del genere, affermò di essere rimasto "contagiato" dal film La febbre del sabato sera, che gli avrebbe ricordato quando, da giovane, ballava per ore il foxtrot.
Il genere venne bersagliato dall'estrema sinistra e l'estrema destra italiane. Pubblicazioni di sinistra come Panorama, L'espresso e La repubblica espressero disappunto circa il fatto che, nell'arco di poco tempo, molti giovani avessero smesso di manifestare in piazza per frequentare le discoteche. Il giornale Lotta Continua attaccò la disco in più occasioni e giunse a considerarla un aberrante prodotto capitalistico; secondo quanto emerge in un articolo de Il manifesto, «la Febbre del sabato sera è l'ultima astuzia delle multinazionali... il mito di Travolta è il volto nuovo con cui hanno deciso di aggredire i giovani. Dopo la droga e le religioni adesso li vogliono ipnotizzare così.» La disco music fu bollata come prodotto borghese dagli ex sessantottini e genere reazionario dal movimento del Settantasette. Alcuni giornalisti tacciarono le discoteche di essere luoghi frequentati da fascisti. Un volantino del movimento di estrema destra Terza Posizione reca la frase: «il fascista anni '80 non si riconosce nelle culture importate e nei modelli dei borghesi annoiati: il jazz, la disco music.»
In un suo articolo comparso su Linus in cui viene stroncato il Titan, un locale disco e rock di Roma, Giaime Pintor sostiene che sia una "sciocchezza" il «riferimento al ballo come liberazione o riappropriazione del corpo». Diversi giornalisti affermarono che lo stile fosse un simbolo del riflusso nel privato.
Pochi giornalisti e membri delle élite intellettuali avevano un'opinione positiva nei confronti della disco music e la relativa scena. Natalia Aspesi fece un reportage, intitolato In sala da ballo ci salveremo, mirato a smitizzare il problema del tempo libero: stando a quanto emerse dallo stesso, alcuni dei frequentatori del locale Pink Elephant di Milano erano proletari e simpatizzanti delle idee politiche di sinistra. Secondo quanto affermano Andrea Angeli Bufalini e Giovanni Savastano nella loro Storia della disco music, «l'idea che il dancefloor fosse off limits perché frequentato solo da borghesi fascisti viene riconosciuta come pregiudizio infondato nonché fonte di divisione e incomprensione di una realtà molto più variegata.»